# Hans Sommer (Radsportler)
Hans Sommer (* 18. Mai 1924 in Remigen; † 27. März 2004 in Lugano) war ein Radrennfahrer aus der Schweiz.

## Sportliche Laufbahn
Sommer war im Strassenradsport aktiv. 1947 wurde er Schweizer Meister im Strassenrennen bei den Amateuren. 1948 wurde er Berufsfahrer und blieb bis 1952 als Radprofi aktiv. 1948 gewann er die Fernfahrt Mailand–Locarno–Zürich und holte dabei einen Etappensieg.
1952 siegte er in der Nordwestschweizer Rundfahrt vor Hans Nötzli. In der Vier-Kantone-Rundfahrt 1948 wurde er Zweiter hinter Pietro Tarchini, 1951 dann Zweiter hinter Hans Flückiger. Die Tour de Suisse beendete er beim Sieg von Ferdy Kübler auf dem dritten Rang. 1949 schied er aus, 1950 wurde er 50., 1951 16. und 1952 23.
1950 wurde er Dritter der Schwarzwald-Rundfahrt, eines der wenigen deutschen Profirennen der damaligen Zeit. 1951 kam er in der Meisterschaft von Zürich auf den dritten Platz. 1951 wurde er 28. in der Tour de France. Im Profirennen der Strassenradsport-Weltmeisterschaften 1948 war er ausgeschieden. 